# Суховка (Владимирская область)
Суховка — деревня в Судогодском районе Владимирской области России, входит в состав Лавровского сельского поселения.

## География
Деревня расположена в 14 км на северо-запад от центра поселения деревни Лаврово и в 14 км на северо-запад от райцентра города Судогда.

## История

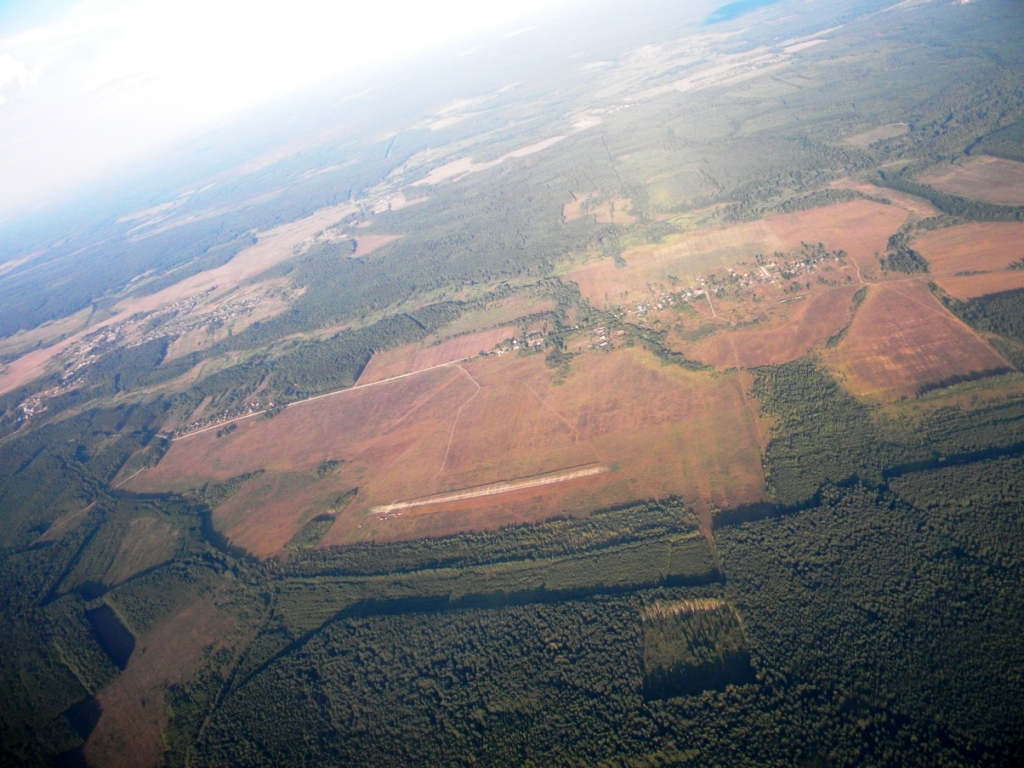
Район аэродрома Суховка с высоты 1000 м

По писцовым книгам Владимирского уезда 1637-47 годов сельцо Суховка было записано за М.Е. Хоненевым, в переписных книгах 1678 года здесь было 3 двора крестьянских и 4 бобыльских, населения в них 29 душ мужского пола.
В XIX — первой четверти XX века деревня входила в состав Даниловской волости Судогодского уезда, с 1926 года — в составе Судогодской волости Владимирского уезда. В 1859 году в деревне числилось 24 дворов, в 1905 году — 67 дворов, в 1926 году — 89 хозяйств.
С 1929 года деревня являлась центром Суховского сельсовета Судогодского района, с 1940 года — в составе Торжковского сельсовета, с 1954 года — в составе Чамеревского сельсовета, с 2005 года — в составе Лавровского сельского поселения.

## Население
| 1859 | 1905 | 1926 |
| ---- | ---- | ---- |
| 184  | 338  | 431  |

| 1859 | 1905 | 1926 | 2002 | 2010 | 2021 |
| ---- | ---- | ---- | ---- | ---- | ---- |
| 184  | ↗338 | ↗431 | ↘22  | ↘16  | ↗33  |